# Сандлер, Рикард
Рикард Йоханнес Сандлер (швед. Rickard Johannes Sandler; 29 января 1884 — 12 ноября 1964) — шведский политический и государственный деятель. Один из лидеров Социал-демократической рабочей партии Швеции (СДРПШ) и самых молодых премьер-министров страны (в возрасте 41 года).
В 1911—1952 годах входил в ЦК СДРПШ. В 1912—1914 годах был редактором журнала «Тидэн». С 1912 по 1917 год избирался членом нижней палаты риксдага, с 1919 года — член верхней палаты. В 1918—1920 годах статс-секретарь министерства финансов. В 1920-е годы Р. Сандлер несколько раз занимал высокие должности в шведском правительстве — министра финансов (1920), министра без портфеля (1921—1923), министра торговли (1924 — январь 1925) и премьер-министра (январь 1925 — июнь 1926).
Когда социал-демократы в 1932—1936 и 1936—1939 годах формировали правительство в Швеции, Р. Сандлер занимал пост министра иностранных дел в сентябре 1932 — декабре 1939 года с перерывом на несколько месяцев летом 1936 года. В 1939 году в знак протеста вышел из состава правительства, так как считал, что Швеция оказывает недостаточную поддержку Финляндии во время Советско-финляндской войны.
Автор перевода трёх томов «Капитала» К. Маркса на шведский язык, работы о СССР «Практическое осуществление социализма» и других работ по социальным вопросам.